# Flagi powiatów w województwie śląskim
Flagi powiatów w województwie śląskim – lista symboli powiatowych w postaci flagi, obowiązujących w województwie śląskim.

Flaga województwa śląskiego

Zgodnie z definicją, flaga to płat tkaniny określonego kształtu, barwy i znaczenia, przymocowywany do drzewca lub masztu. Może on również zawierać herb lub godło danej jednostki administracyjnej. W Polsce jednostki terytorialne (rady gmin, miast i powiatów) mogą ustanawiać flagi zgodnie z „Ustawą z dnia 21 grudnia 1978 o odznakach i mundurach”. W pierwotnej wersji pozwalała ona jednostkom terytorialnym jedynie na ustanawianie herbów. Dopiero „Ustawa z dnia 29 grudnia 1998 o zmianie niektórych ustaw w związku z wdrożeniem reformy ustrojowej państwa” oficjalnie potwierdziła prawo województw, powiatów i gmin do ustanawiania tego symbolu jednostki terytorialnej. Z tej zmiany skorzystały powiaty, przywrócone w 1999.
W 2025 w województwie śląskim swoją flagę miało 15 z 17 powiatów (flagi nie miały powiaty: lubliniecki oraz żywiecki) oraz 18 z 19 miast na prawach powiatu (Tychy używają nieoficjalnej flagi). Symbol ten, w 2001, ustanowiło samo województwo.

## Lista obowiązujących flag powiatowych

### Miasta na prawach powiatu
| Powiat                      | Wzór | Opis |
| --------------------------- | ---- | --- |
| Miasto Bielsko-Biała        |      | Flaga miasta została ustanowiona uchwałą nr XXXVII/1191/2004 z 7 grudnia 2004. Jest to prostokątny płat tkaniny o proporcjach 5:8, ma barwy żółto-biało-czerwone i złożona jest z trzech poziomych pasów równej wysokości. Flaga honorowa Bielska-Białej ma odmienne proporcje pasów o identycznych barwach jak we fladze zwykłej: pas górny żółty i dolny czerwony zajmują po 1/5 wysokości płata flagowego, pas środkowy biały – 3/5 jego wysokości. W wersji honorowej pośrodku płata w polu białym umieszczono herb Bielska-Białej, którego wysokość tarcz równa jest połowie wysokości flagi. |
| Miasto Bytom                |      | Flaga miasta została ustanowiona uchwałą nr XXII/400/00 z 11 września 2000. Jest to prostokątny płat tkaniny o proporcjach 5:8, podzielony na pięć kolorowych, poziomych pasów ułożonych w następującej kolejności: żółty - 1/8 całości, niebieski - 1/8 całości, żółty - 4/8 całości, niebieski - 1/8 całości, żółty - 1/8 całości. W jego centralnej części umieszczono herb miasta. |
| Miasto Chorzów              |      | Flaga miasta została ustanowiona 22 czerwca 1938. Jest to prostokątny płat tkaniny podzielony na dwa poziome, równoległe pasy tej samej szerokości, górny jest koloru niebieskiego, a dolny koloru czerwonego. Dopuszcza się stosowanie flagi miasta z umieszczonym herbem miasta pośrodku dwóch połączonych ze sobą pasów. |
| Miasto Częstochowa          |      | Flaga miasta została ustanowiona uchwałą nr 249/XXIX/92 z 25 czerwca 1992. Jest to prostokątny płat tkaniny o proporcjach 5:8, podzielony na trzy pasy poziome (biały/srebrny, złoty/żółty i błękitny). Pasy górny i dolny są tej samej wysokości, środkowy zaś wysokości 1/9 pozostałych pasów. |
| Miasto Dąbrowa Górnicza     |      | Flaga miasta została ustanowiona uchwałą nr XXX/372/96 z 25 września 1996. Jest to prostokątny płat tkaniny, podzielony na cztery pasy: biały, zielony, czarny i czerwony, nawiązujące do związków miasta z Polską i górnictwem. |
| Miasto Gliwice              |      | Flaga miasta została ustanowiona uchwałą nr XXIX/392/96 z 14 listopada 1996. Jest to prostokątny płat tkaniny, podzielony na dwie części: błękitną i czerwoną. W jej centralnej części może być umieszczony herb miasta. |
| Miasto Jastrzębie-Zdrój     |      | Flaga miasta została ustanowiona uchwałą nr XLIV/766/98 z 31 marca 1998. Jest to prostokątny płat tkaniny, podzielony na trzy skośne pasy kolorów: zielonego, czarnego i białego. Każdy kolor posiada określoną symbolikę: czerń - węgiel kamienny, zieleń - lasy, a biel - solankę i dawną świetność uzdrowiska. Na środkowym pasie znajduje się herb miasta. |
| Miasto Jaworzno             |      | Flaga miasta została ustanowiona 19 grudnia 1991. Jest to prostokątny płat tkaniny o proporcjach 5:8, podzielony na dwa równe, poziome pasy: górny biały, dolny zielony, pochodzące z herbu miasta. |
| Miasto Katowice             |      | Flaga miasta została ustanowiona przez Radę Miejską Katowic 16 marca 1998. Jest to prostokątny płat tkaniny podzielony na dwa poziome pasy: górny żółty, dolny błękitny. W jego centralnej części umieszczono herb miasta. |
| Miasto Mysłowice            |      | Flaga miasta to prostokątny płat żółtej tkaniny, pośrodku którego znajduje się herb miasta z wizerunkiem św. Jana Chrzciciela. |
| Miasto Piekary Śląskie      |      | Flaga miasta została potwierdzona uchwałą nr XL/380/05 z 30 czerwca 2005. Jest to prostokątny płat tkaniny o proporcjach 5:8, podzielony na trzy poziome pasy: błękitny, złoty (żółty) i błękitny w stosunku 1:2:1. |
| Miasto Ruda Śląska          |      | Flaga miasta to prostokątny płat tkaniny, podzielony w lewo skos. Kolor złoty znajduje się w górnej części, natomiast błękitny w dolnej części flagi. Może zawierać herb miasta umieszczony pośrodku flagi. |
| Miasto Rybnik               |      | Flaga miasta została ustanowiona uchwałą nr 504/XXII/2000 z 20 listopada 2000. Jest to prostokątny płat tkaniny o proporcjach 5:8, podzielony na trzy poziome pasy, od góry: błękitny (1/4 szerokości), biały (2/4 szerokości), błękitny (1/4 szerokości). W jego centralnej części umieszczono herb miasta. |
| Miasto Siemianowice Śląskie |      | Flaga miasta to prostokątny płat tkaniny podzielony na trzy pasy: zielony (u góry), złoty (pośrodku) i błękitny (na dole). Może zawierać herb miasta. |
| Miasto Sosnowiec            |      | Flaga miasta została ustanowiona 6 marca 1997. Jest to prostokątny biały płat o proporcji 5:8, pośrodku umieszczony jest element niebieski symbolizujący ujście Brynicy do Czarnej Przemszy (Trójkąt Trzech Cesarzy), element ten występuje również w herbie. |
| Miasto Świętochłowice       |      | Flaga miasta została ustanowiona 30 sierpnia 1995. Jest to prostokątny płat tkaniny, podzielony na cztery równe części o kolorach od góry: żółty, błękitny, żółty, czerwony. W jego centralnej części może znajdować się herb miasta. |
| Miasto Tychy                |      | Tychy nie posiadają oficjalnie ustanowionej flagi. Na ulicach miasta podczas różnych uroczystości pojawiają się jednak flagi w formie prostokątnego płata tkaniny koloru białego, z herbem miasta w jego centralnej części. |
| Miasto Zabrze               |      | Flaga miasta została ustanowiona przed 1995. Jest to prostokątny płat tkaniny o proporcjach 5:8, dzielony na trzy równe, poziome (równoległe) pasy. Pas górny jest koloru czerwonego, pas środkowy jest koloru błękitnego, a pas dolny jest złoty (żółty). |
| Miasto Żory                 |      | Flaga miasta została ustanowiona uchwałą nr 486/XLII/05 z 22 grudnia 2005, jej wcześniejsza wersja (zakwestionowana przez Komisję Heraldyczną) uchwałą nr 371/XXIX z 29 kwietnia 1993. Jest to prostokątny płat tkaniny o proporcjach 5:8, podzielony na cztery poziome, równoległe pasy, kolejno od góry: koloru niebieskiego o szerokości 2/6, białego o szerokości 1/6 szerokości, czerwonego o szerokości 1/6 oraz na dole - żółtego o szerokości 2/6. Symbolizują one przynależność miasta do Polski i Górnego Śląska.                                                                        |

### Powiaty
| Powiat                     | Wzór | Opis |
| -------------------------- | ---- | --- |
| Powiat będziński           |      | Pierwsza wersja flagi powiatu została ustanowiona uchwałą nr XXVIII/292/2001 z 30 października 2001, obecna, autorstwa Kamila Wójcikowskiego i Roberta Fidury, została ustanowiona uchwałą nr XXXV/375/2022 z 11 kwietnia 2022. Jest to prostokątny płat tkaniny o proporcjach 5:8, podzielony na trzy pionowe pasy: dwa czerwone i biały w stosunku 3:17:12. Na środkowym pasie umieszczono herb powiatu.            |
| Powiat bielski             |      | Flaga powiatu została ustanowiona uchwałą nr IV/6/36/11 z 31 marca 2011. Jest to prostokątny płat tkaniny o proporcjach 5:8, podzielony na dwa pionowe pasy: błękitny i czerwony w stosunku 3:5. Na łączeniu pasów umieszczono godło z herbu powiatu. |
| Powiat bieruńsko-lędziński |      | Flaga powiatu została ustanowiona uchwałą nr XLVII/197/02 z 28 września 2002. Jest to prostokątny płat tkaniny o proporcjach 5:8 koloru błękitnego, w którego centralnej części umieszczono godło z herbu powiatu. |
| Powiat cieszyński          |      | Pierwsza wersja flagi powiatu została ustanowiona uchwałą nr V/26/99 z 28 stycznia 1999, obecna została ustanowiona uchwałą nr IX/51/11 31 maja 2011. Jest to prostokątny płat tkaniny o proporcjach 5:8 koloru niebieskiego, w którego centralnej części umieszczono godło z herbu powiatu. |
| Powiat częstochowski       |      | Flaga powiatu, autorstwa Marcelego Antoniewicza, została ustanowiona 22 marca 2000. Jest to prostokątny płat tkaniny o proporcjach 5:8, podzielony na dwa równe poziome pasy: biały i czerwony, z żółtym trójkątem z lewej strony płata. Na górnym pasie może znajdować się herb powiatu. |
| Powiat gliwicki            |      | Flaga powiatu została ustanowiona uchwałą nr XLVII/358/2006 z 31 sierpnia 2006. Jest to prostokątny płat tkaniny o proporcjach 5:8 koloru błękitnego, w którego centralnej części umieszczono godło z herbu powiatu. |
| Powiat kłobucki            |      | Flaga powiatu, autorstwa Marcelego Antoniewicza, została ustanowiona uchwałą nr 188/XXVII/2009 z 22 maja 2009. Jest to prostokątny płat tkaniny o proporcjach 5:8, podzielony na dwa równe poziome pasy: biały i błękitny. W lewym górnym polu płata umieszczono herb powiatu. |
| Powiat mikołowski          |      | Flaga powiatu została ustanowiona uchwałą nr XLVII/358/2006 z 26 maja 2001. Jest to prostokątny płat tkaniny o proporcjach 5:8 koloru błękitnego, przecięty z lewa w skos czerwonym pasem. W jego centralnej części umieszczono godło z herbu powiatu. |
| Powiat myszkowski          |      | Pierwsza wersja flagi powiatu została ustanowiona uchwałą nr VIII/106/2000 z 27 września 2000, obecna została ustanowiona uchwałą nr XLVI/306/2013 27 listopada 2013. Jest to prostokątny płat tkaniny o proporcjach 5:8, podzielony na trzy pionowe pasy: dwa żółte i czerwony w stosunku 5:13:14. Na środkowym pasie umieszczono godło z herbu powiatu.                                                             |
| Powiat pszczyński          |      | Flaga powiatu, autorstwa Barbary Widłak, została ustanowiona 21 sierpnia 2002. Jest to prostokątny płat tkaniny o proporcjach 5:8 koloru błękitnego, w którego centralnej części umieszczono godło z herbu powiatu. |
| Powiat raciborski          |      | Flaga powiatu została ustanowiona uchwałą nr XLVII/358/2006 z 26 maja 2001. Jest to prostokątny płat tkaniny o proporcjach 5:8, podzielony na trzy pionowe pasy: błękitny, biały i czerwony w stosunku 2:1:1. Z lewej strony płata umieszczono godło z herbu powiatu – złotego orła. |
| Powiat rybnicki            |      | Flaga powiatu została ustanowiona uchwałą nr XXVIII/147/05 z 3 marca 2005. Jest to prostokątny płat tkaniny o proporcjach 5:8, podzielony na dwa poziome pasy: błękitny i żółty w stosunku 5:1. Na górnym pasie umieszczono godło z herbu powiatu. |
| Powiat tarnogórski         |      | Flaga powiatu została ustanowiona uchwałą nr XL/417/2002 z 27 sierpnia 2002. Jest to prostokątny płat tkaniny o proporcjach 5:8, podzielony na trzy poziome pasy: żółty, błękitny i biały w stosunku 2:1:1. W lewym górnym polu płata może znajdować się herb powiatu. |
| Powiat wodzisławski        |      | Flaga powiatu została ustanowiona uchwałą nr XX/219/2004 z 30 kwietnia 2004. Jest to prostokątny płat tkaniny o proporcjach 5:8, podzielony na pięć równych poziomych pasów: żółty, błękitny, biały, błękitny i żółty. |
| Powiat zawierciański       |      | Flaga powiatu, autorstwa Kamila Wójcikowskiego i Roberta Fidury, w swej aktualnej wersji przyjęta została Uchwałą Nr LXX/666/24 rady powiatu zawierciańskiego z dnia 29 lutego 2024 r. Jest to prostokątny płat tkaniny o proporcjach 5:8 (szerokość do długości), z umieszczonym centralnie godłem herbu powiatu wysokości 9/10 szerokości płata flagi. Flaga zastąpiła wcześniej używaną, przyjętą 31 sierpnia 2000 |